# Ferdinand Bungart
Ferdinand Bungart (* 30. Oktober 1915 in Sulzbach; † 17. März 1983) war ein deutscher Landrat des Landkreises Homburg.

## Leben
Ferdinand Bungart war nach seinem Kriegsdienst zwischen den Jahren 1933 und 1945 bei verschiedenen Landesdienststellen tätig. Von 1949 bis 1952 studierte er Politikwissenschaften in Saarbrücken. Im Anschluss wurde er Landrat des Landkreises Homburg und übte dieses Amt bis 1973 aus, ehe er emeritiert wurde. Von 1966 bis 1973 saß er dem saarländischen Landkreistag vor.